# Szabad kerület
Szabad kerületnek  nevezték régebben Magyarország azon területrészeit, amelyek királyi privilégiumok alapján mind a vármegyei, mind a földesúri magánhatóság alól kivétettek, önkormányzattal bírtak, helyi ügyeiket saját közegeikkel kezelték, közvetítették az állami közigazgatást, a törvénykezésben területükre és tagjaikra az ügyek legnagyobb részében külön első folyamodású bíróságuk volt, az országgyűlésen követeikkel részt vettek és a szabad királyi városokkal együtt a negyedik országos rendet alkották. Jogállásuk egészben a törvényhatóságokéhoz hasonlított, de szervezetre ezektől sokban eltértek.
Ilyenek voltak:
- a Jászkun kerület,
- a Hajdú kerület,
- a Túrmezei kerület (tarmezői vagy tarapolyai nemesek kerülete),
- a Magyar tengermellék (a fiumei és buccari szabad kikötő kerületek),
- a Szepesi 16 város kerülete, mely azonban az országgyűlésen képviselve nem volt.

Továbbá kiváltságos kerületeket alkottak, de a törvényhatóság jogállásával vagy a követküldés jogával nem bírtak:
- a szepesi tíz lándzsás nemesek széke (1802-ig),
- a tiszai koronai és a nagykikindai kerületek, az előbbi Bács, az utóbbi Torontál vármegyének alárendelve.

A szabad kerületeket a törvényhatóságok 1870. évi rendezésével (1870. XLII. törvénycikk) és az 1876-os megyerendezéssel megszüntették, illetve a vármegyei közigazgatási szervezetbe illesztették, Fiume és Buccari kivételével.